# Scheefhoren
De scheefhoren (Lacuna vincta) is een slakkensoort uit de familie van de Littorinidae. De wetenschappelijke naam van de soort werd in 1803 voor het eerst geldig gepubliceerd door George Montagu.

## Beschrijving
De scheefhoren is een gewone, kleine zeeslak met een duidelijk conische vorm, met vijf tot zes gladde windingen en een puntig top. De schelp is tot 12 mm en 5 mm breed. De opening is ongeveer de helft van de hoogte van de schelp of iets groter. Er is een duidelijke navel die naar beneden uitloopt in een groeve (sleuf) parallel aan de binnenmondrand. De buitenkant van de schelp is lichtbruin met een brede witte spiraal en licht glanzend periostracum. De scheefhoren is hiervoor, die graast van zeewier en van diatomeeën die op het oppervlak van zeegrassen leven.

## Verspreiding en leefgebied
De verspreiding van de scheefhoren is circumboreaal en strekt zich zo ver zuidelijk uit in de Atlantische Oceaan als de Britse Eilanden en Frankrijk, als ook aan de oostkust van Noord-Amerika. In de noordoostelijk Stille Oceaan strekt het verspreidingsgebied zich uit van Akaska tot Californië, maar zuidelijker dan de staat Washington wordt het zelden aangetroffen. Het is aanwezig op algen op rotsachtige kusten, van het intergetijdengebied tot ongeveer 40 meter diep.
Deze slak houdt van beschutte plaatsen en zoekt in kwetsbare gebieden beschutting in spleten of dichte stukken zeewier. In ongeschikte omstandigheden, zoals in tijden van voedseltekort of wanneer er buitensporig veel roofdieren zijn, kan hij een slijmstreng produceren die hij als "parachute" gebruikt om hem te helpen naar een gunstiger locatie af te drijven.
Eulimene: terebellata · 
Lacuna:
crassior · 
pallidula · 
parva · 
vincta

Littorina:
arcana · 
littorea · 
mariae · 
neglecta · 
nigrolineata · 
obtusata · 
saxatilis rudis · 
saxatilis saxatilis · 
saxatilis tenebrosa

Melarhaphe:
neritoides · 
suboperta